# Hard Kryptic Records
Hard Kryptic Records je američka izdavačka kuća koju su osnovali američki producenti i DJ-i Howard Grene i Jimmy Navarro. Početno usmjerenje je hardcore techno, iako je grana drugim područjima uključujući industrial, hard house, jumpstyle, techno i drum & bass.
Početkom 2009. godine, Hard Kryptic Records se je udružio s izraelskom izdavačkom kućom Dark Like Hell pretvorivši ju u novu podizdavačku kuću.
Hard Kryptic Records je pod nadzorom matične tvrtke za glazbeno izdavaštvo Hard X Music, Inc. koja nadzire većinu glazbe i pisaca koji sudjeluju u Hard Kryptic Records i Dark Like Hell izdanjima.

## Izvođači
Izvođači koji snimaju svoja izdanja u Hard Kryptic Recordsu su iz raznih država (uključujući i SAD).

### Producenti
- Audio Revolt
- Broken Rules
- Cap
- Cemon Victa
- DJ Choke
- Deka 187
- Delta 9
- Delusional
- DJ Delirium
- DJ Triax
- E-Rayzor
- Earhx
- Forsaken Is Dead
- Hellstorm
- How Hard
- Imperia
- j roOt
- Jimmy X (Da X)
- / Mary B
- Moleculez
- Pi-Core
- Ravehard
- Redmore
- Shadowcore
- The Braincrushers
- The Illuminati (Angry Tolerance, Apex Mind)

### Remikseri
- Amnesys
- DJ D
- DJ Mystery
- Fiend
- Inyoung
- Kill Em All
- Mark Frostbite
- Neural Damage
- Nitrogenetics
- Nuclear Device
- The Outside Agency
- The Relic
- / Sogma
- Stormtrooper
- T-Junction
- Used & Abused
- Vasa

## Vanjske poveznice
- Službena stranica
- Diskografija Hard Kryptic Recordsa